# Serra de Pi
|  | No s'ha de confondre amb Serra del Pi. |

La Serra de Pi és una serra del terme municipal d'Abella de la Conca, a la comarca del Pallars Jussà, en territori del poble de Bóixols. És, de fet, un contrafort oriental de la Serra de Carrànima. S'estén de nord-oest a sud-est paral·lela al barranc del Clot d'Espinauba, al costat sud-oest de Cal Pletes. Al seu vessant de migdia s'estén la partida de lo Campanar. Es tracta, en aquest cas, d'un de tants topònims romànics de caràcter descriptiu. La raó del nom devia ser la presència de molts pins en aquest lloc, o d'un de molt destacat en el paisatge que l'envoltava.